# Sybirak
Um Sybirak ( sɨˈbiraklang

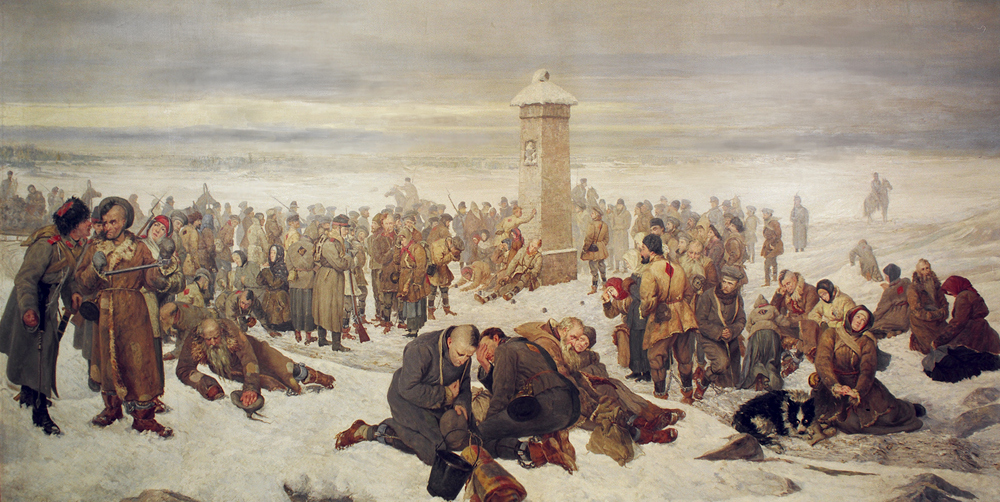
Adeus à Europa, de Aleksander Sochaczewski.

, plural: sybiracy) é uma pessoa reassentada na Sibéria. Como seu derivado russo sibiryák, a palavra pode se referir a qualquer morador da Sibéria, mas se refere mais especificamente a poloneses presos ou exilados na Sibéria ou mesmo para aqueles enviados ao Ártico russo ou ao Cazaquistão na década de 1940.

## História

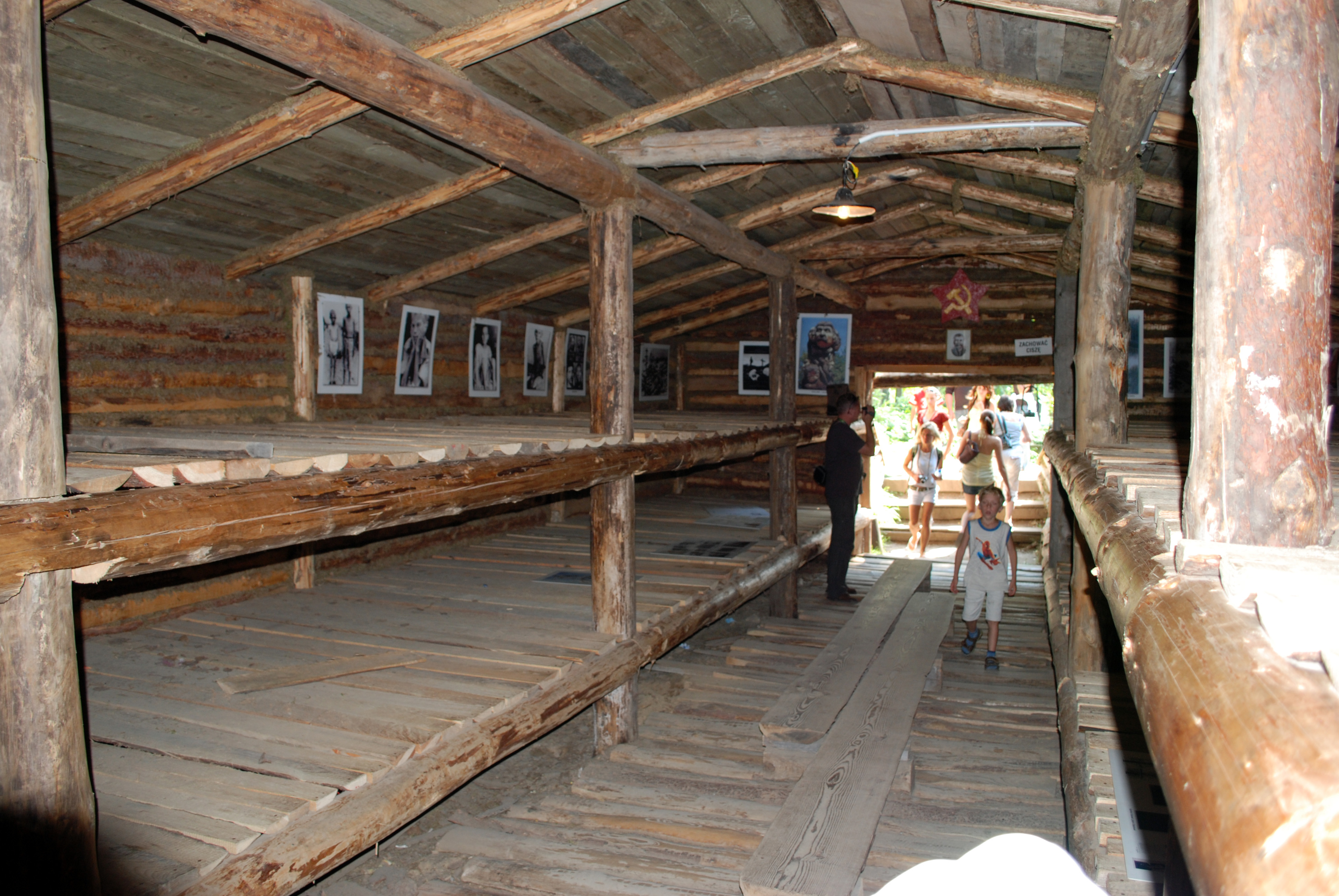
Construção de quartéis siberianos de 240 anos de idade transportados para a Polônia.

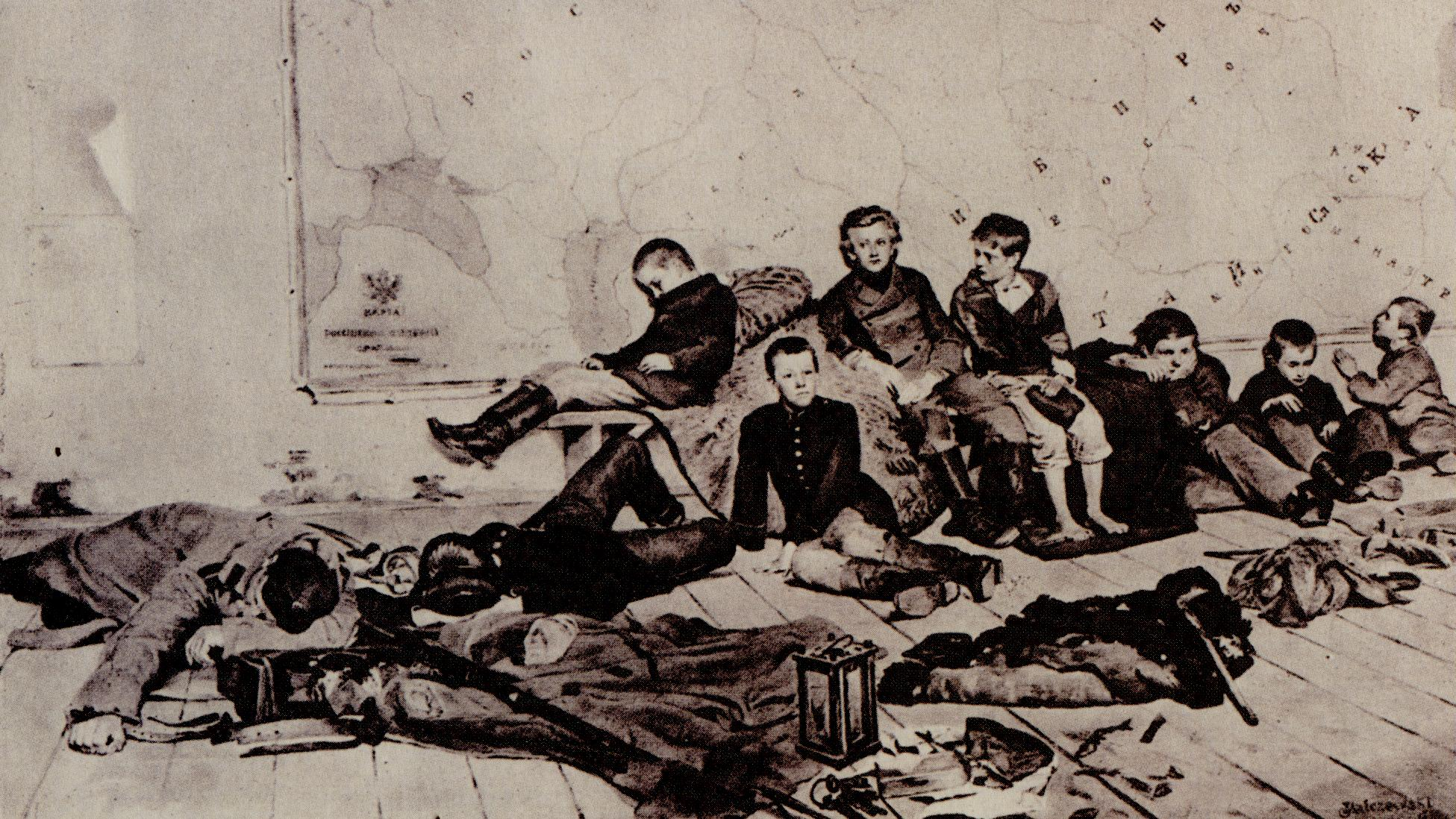
Reprodução em preto e branco de 'Zesłanie Studentów' (Estudantes exilados) por Jacek Malczewski de 1891.

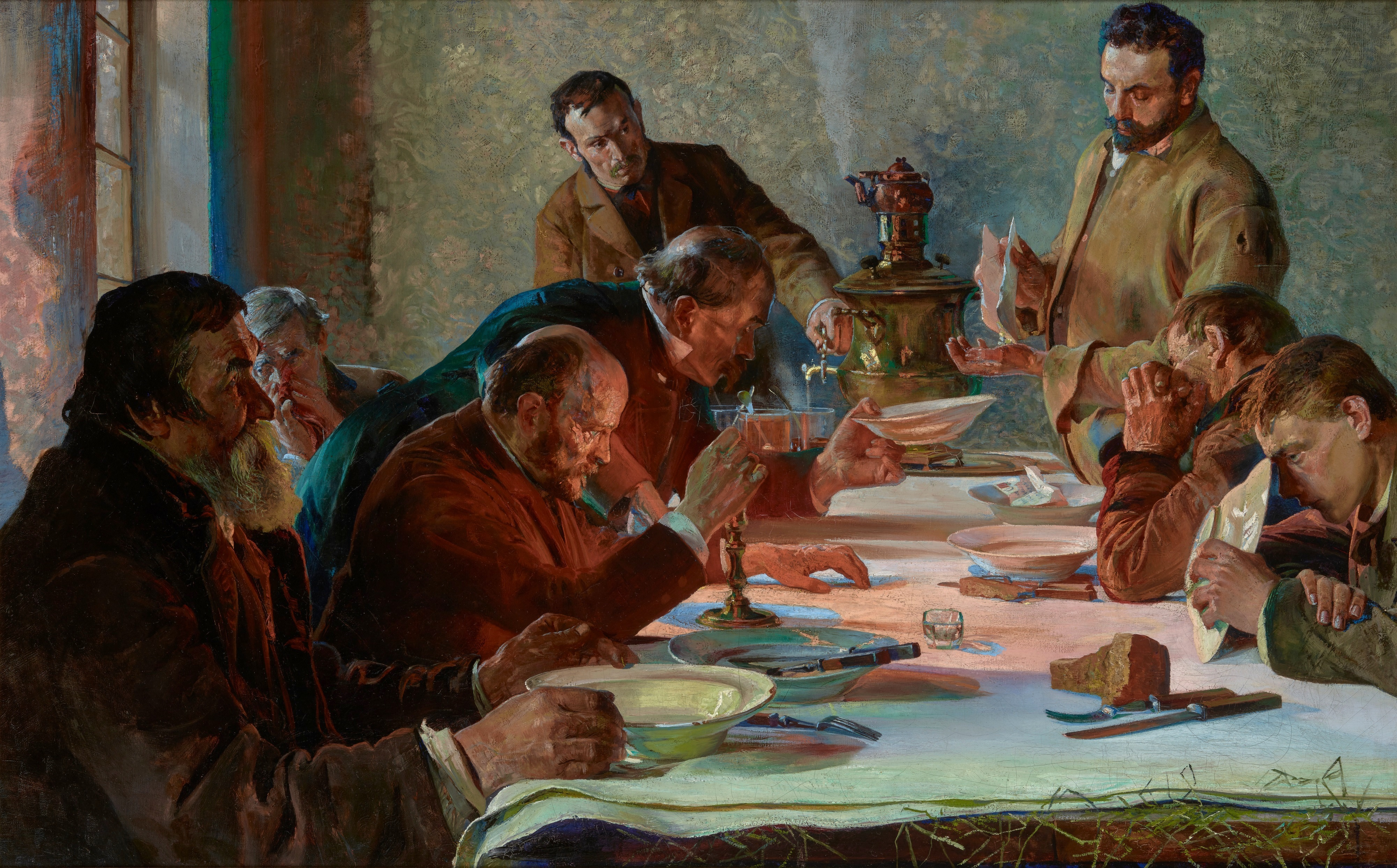
Véspera de Natal na Sibéria, por Jacek Malczewski, 1892.

As autoridades russas e soviéticas exilaram muitos poloneses para a Sibéria, começando com os oponentes do século XVIII da crescente influência do Império Russo na Comunidade Polonês-Lituana (principalmente os membros da Confederação dos Advogados de 1768-1772). Maurice, o conde de Benyovszky foi deportado e emigrou para Madagascar.
Depois que a lei penal russa mudou em 1847, o exílio e o trabalho penal (katorga) tornaram-se penas comuns para os participantes de levantes nacionais dentro do Império Russo. Isso levou ao envio de um número crescente de poloneses para a Sibéria para katorga, quando eles ficaram conhecidos como Sybiraks. Alguns deles permaneceram lá, formando uma minoria polonesa na Sibéria. A maioria deles veio dos participantes e apoiadores do Levante de Novembro de 1830-1831 e da Revolta de janeiro de 1863-1864, dos participantes da agitação de 1905-1907 e das centenas de milhares de pessoas deportadas como resultado da invasão soviética da Polônia em 1939.
Por volta do final do século XIX, um número limitado de colonos voluntários poloneses mudou-se para a Sibéria, atraído pelo desenvolvimento econômico da região. Os migrantes e exilados poloneses, muitos dos quais foram proibidos de se afastar da região mesmo depois de terminarem de cumprir sua sentença, formaram uma minoria polonesa vibrante lá. Centenas de poloneses participaram da construção da Ferrovia Transiberiana. Estudiosos poloneses notáveis estudaram a Sibéria, como Aleksander Czekanowski, Jan Czerski, Benedykt Dybowski, Wiktor Godlewski, Sergiusz Jastrzębski, Edward Piekarski (1858-1934), Bronisław Piłsudski, Wacław Sieroszewski, Mikołaj Witkowski e outros.
O termo Sybiracy também pode se referir a ex-exilados, como aqueles que foram autorizados a retornar à Polônia, controlada pela Rússia, após a anistia de 1857. O grupo, popular entre os jovens no período anterior à eclosão da Revolta de janeiro, apoiou a ideia do trabalho orgânico. No entanto, durante a Revolta de janeiro, deixou de existir, já que alguns de seus membros apoiavam os vermelhos, enquanto outros apoiavam os brancos. Entre os membros mais notáveis do grupo estavam Agaton Giller, Henryk Krajewski, Karol Ruprecht e Szymon Tokarzewski.
Cerca de 20.000 poloneses viviam na Sibéria por volta da década de 1860. Uma revolta mal sucedida de exilados políticos poloneses na Sibéria estourou em 1866.

### Era Soviética
No início da Segunda Guerra Mundial, os soviéticos deportaram centenas de milhares de cidadãos poloneses, a maioria deles em quatro ondas de massa. O valor aceito ultrapassou 1,5 milhão. Os números mais conservadores utilizados recentemente encontraram documentos da NKVD mostrando 309.000 a 381.220.
Os soviéticos não reconheceram as minorias étnicas como cidadãos poloneses. algumas figuras baseiam-se naquelas que receberam anistia em vez de serem deportadas e nem todos eram elegíveis para a anistia novos números são considerados muito baixos.